# HD 153950
HD 153950 — звезда в созвездии Скорпиона на расстоянии около 188 световых лет от нас. Вокруг звезды обращается, как минимум, одна планета.

## Характеристики
HD 153950 относится к звёздам главной последовательности; её масса и радиус равны 1,12 и 1,34 солнечных соответственно. Она ярче и горячее нашего дневного светила: температура поверхности составляет около 6076 кельвинов, а светимость составляет 2,2 солнечной. Возраст звезды оценивается приблизительно в 4,3 миллиарда лет.

## Планетная система
В 2008 году командой астрономов, работающих в рамках программы по поиску планет с помощью спектрографа HARPS, было объявлено об открытии планеты HD 153950 b в системе. Она представляет собой газовый гигант с массой, равной 2,73 массы Юпитера. Планета обращается на среднем расстоянии 1,28 а.е. от родительской звезды почти по круговой орбите. Открытие было совершено методом Доплера.